# Доња Шаторња
Доња Шаторња је насеље у Србији у општини Топола у Шумадијском округу. Према попису из 2022. има 579 становника (према попису из 2011. било је 690 становника). У његовој близини се налази манастир Никоље епархије Шумадијске Српске православне цркве, који је подигнут 1425. године и чија се црква Светог Николе данас налази под заштитом Републике Србије, као споменик културе од великог значаја.
Указом Краља од 19. октобра 1924. године насеље је добило статус варошице.

## Демографија
У насељу Доња Шаторња живи 651 пунолетни становник, а просечна старост становништва износи 43,0 година (41,3 код мушкараца и 44,5 код жена). У насељу има 264 домаћинства, а просечан број чланова по домаћинству је 3,02.
Ово насеље је великим делом насељено Србима (према попису из 2002. године), а у последња три пописа, примећен је пад у броју становника.
|  |

| Демографија | Демографија | Демографија |
| Година      | Становника  | Становника  |
| ----------- | ----------- | ----------- |
| 1948.       | 1.065       |             |
| 1953.       | 1.086       |             |
| 1961.       | 1.154       |             |
| 1971.       | 1.089       |             |
| 1981.       | 965         |             |
| 1991.       | 874         | 841         |
| 2002.       | 800         | 833         |
| 2011.       | 690         |             |
| 2022.       | 579         |             |

| Етнички састав према попису из 2002.‍ | Етнички састав према попису из 2002.‍ | Етнички састав према попису из 2002.‍ | Етнички састав према попису из 2002.‍ | Етнички састав према попису из 2002.‍ |
| ------------------------------------ | ------------------------------------ | ------------------------------------ | ------------------------------------ | ------------------------------------ |
|                                      |                                      |                                      |                                      |                                      |
| Срби                                 | Срби                                 |                                      | 782                                  | 97,75%                               |
| Црногорци                            | Црногорци                            |                                      | 1                                    | 0,12%                                |
| Мађари                               | Мађари                               |                                      | 1                                    | 0,12%                                |
| непознато                            | непознато                            |                                      | 3                                    | 0,37%                                |

| Година пописа     | 1948. | 1953. | 1961. | 1971. | 1981. | 1991. | 2002. |
| ----------------- | ----- | ----- | ----- | ----- | ----- | ----- | ----- |
| Број домаћинстава | 217   | 238   | 288   | 291   | 274   | 256   | 264   |

| Број чланова      | 1  | 2  | 3  | 4  | 5  | 6  | 7 | 8 | 9 | 10 и више | Просек |
| ----------------- | -- | -- | -- | -- | -- | -- | - | - | - | --------- | ------ |
| Број домаћинстава | 65 | 57 | 41 | 45 | 34 | 14 | 5 | 2 | 1 | 0         | 3,02   |

| Пол    | Укупно | Неожењен/Неудата | Ожењен/Удата | Удовац/Удовица | Разведен/Разведена | Непознато |
| ------ | ------ | ---------------- | ------------ | -------------- | ------------------ | --------- |
| Мушки  | 320    | 89               | 206          | 18             | 6                  | 1         |
| Женски | 359    | 64               | 204          | 81             | 9                  | 1         |
| УКУПНО | 679    | 153              | 410          | 99             | 15                 | 2         |

| Пол    | Укупно                    | Пољопривреда, лов и шумарство | Рибарство                            | Вађење руде и камена | Прерађивачка индустрија       |
| ------ | ------------------------- | ----------------------------- | ------------------------------------ | -------------------- | ----------------------------- |
| Мушки  | 148                       | 50                            | 0                                    | 13                   | 38                            |
| Женски | 98                        | 26                            | 0                                    | 1                    | 27                            |
| УКУПНО | 246                       | 76                            | 0                                    | 14                   | 65                            |
| Пол    | Производња и снабдевање   | Грађевинарство                | Трговина                             | Хотели и ресторани   | Саобраћај, складиштење и везе |
| Мушки  | 2                         | 1                             | 19                                   | 3                    | 8                             |
| Женски | 0                         | 0                             | 17                                   | 3                    | 3                             |
| УКУПНО | 2                         | 1                             | 36                                   | 6                    | 11                            |
| Пол    | Финансијско посредовање   | Некретнине                    | Државна управа и одбрана             | Образовање           | Здравствени и социјални рад   |
| Мушки  | 2                         | 1                             | 3                                    | 3                    | 3                             |
| Женски | 0                         | 1                             | 3                                    | 9                    | 6                             |
| УКУПНО | 2                         | 2                             | 6                                    | 12                   | 9                             |
| Пол    | Остале услужне активности | Приватна домаћинства          | Екстериторијалне организације и тела | Непознато            | Непознато                     |
| Мушки  | 2                         | 0                             | 0                                    | 0                    | 0                             |
| Женски | 2                         | 0                             | 0                                    | 0                    | 0                             |
| УКУПНО | 4                         | 0                             | 0                                    | 0                    | 0                             |